# Metodo intergovernativo
Il metodo intergovernativo è un processo decisionale utilizzato dall'Unione europea nei settori della Politica estera e di sicurezza comune e della Giustizia e affari interni (rispettivamente secondo e il terzo pilastro prima del Trattato di Lisbona). 
È caratteristico di un'organizzazione internazionale.
Nel primo pilastro, la Comunità Europea, nel quale è più forte la tendenza sovranazionale, era stato sostituito dal metodo comunitario.
È caratterizzato da:
- ruolo importante degli stati membri, che condividono con la Commissione europea il diritto di iniziativa;
- decisioni all'unanimità nell'ambito del Consiglio dell'Unione europea;
- intervento meramente consultivo del Parlamento europeo;
- ruolo ridotto della Corte di Giustizia.